# Erpobdella punctata
Erpobdella punctata là một loài đỉa trong họ Erpobdellidae. Nó được tìm thấy ở ao và suối nước ngọt tại nhiều nơi ở Bắc Mỹ.

## Phân bố và môi trường sống
Erpobdella punctata là một loài phổ biến tại Bắc Mỹ. Nó sống ở Alaska, Canada, phần lớn Hoa Kỳ và xa dần về phía Nam như México. Nó sinh sống ở cả ao và suối, và có bằng chứng đáng chú ý cho việc di cư lên thượng nguồn vào mùa xuân. Tuy nhiên, có một tỷ lệ cao loài này thường chết ở các môi trường có xu hướng khô hơn vào mùa hè.

## Sinh thái học
Không giống như nhiều loài đĩa khác chuyên hút máu, E. punctata là một loài ăn thịt và ăn xác thối. Các động vật không xương sống mà nó thường ăn như các lớp giáp xác chân chèo, ruồi nhuế, giun đất, bộ giáp xác chân khớp.